# 为了六十一个阶级弟兄
《为了六十一个阶级弟兄》，常被误为《为了六十一个阶级兄弟》，是1960年2月28日《中国青年报》发表的通讯，由《中国青年报》记者王石、房树民采写，记述了平陆事件，即1960年山西省平陆县61位筑路工人集体食物中毒，中共平陆县委四处联系药品未果，向北京告急，空军动用专机及时空投药品的事件。被选入多种中学语文课本，改编为话剧、连环画等文艺作品。有同名纪录电影。
作者后来谈到，他们遍访北京和平陆县相关人员，采用蒙太奇手法写作。没有在报道写到事件是由于有人故意投毒，是因为“觉得这样一场光辉的全社会参与的友爱互助活动，竟然因为一个坏人引起，实在是大煞风景”。 王石后来说：“要是将‘为了六十一个阶级弟兄’写成‘为了六十一条生命’，这篇文章的生命力就更长了。”
邸敬存评论道：“今天的人们可以质疑那个时代的种种荒谬却不能否定那曾经的质朴和真诚。新闻不外乎是人对人做的事情的传递，人情人性应当是永远的主题。在一场关乎61个生命的救援中，《为了六十一个阶级弟兄》抓住了人情，写出了人性，人文关怀在这里不是冰冷的概念和无情的技巧，而是鲜活的人物和实际行动。这是即使在蛮荒时代也不能掩盖的，是通讯永久生命力之所在。”